# Domaresten
Der Domaresten (deutsch „Richterstein“; auch Klangstenen vid Borgs kyrka genannt) liegt etwa 8,5 m südlich eines Weges, südwestlich vom Weiler Borg bei Norrköping in Östergötland in Schweden. Der Stein erzeugt, wenn auf ihn geschlagen wird, einen Klang.
Es ist ein Dolmen vom Fröböke-Typ, der wie der Sangelstenen (von Singen) oder Klangstein von Laikarhaid auf Gotland auch als Opferstein bezeichnet wird. Der aufliegende Felsblock misst 1,8 × 1,2 m und ist 0,7 m hoch. Das Nordende scheint abgeschlagen zu sein. Der Stein liegt auf drei 0,4 bis 0,5 m großen Steinen auf. 

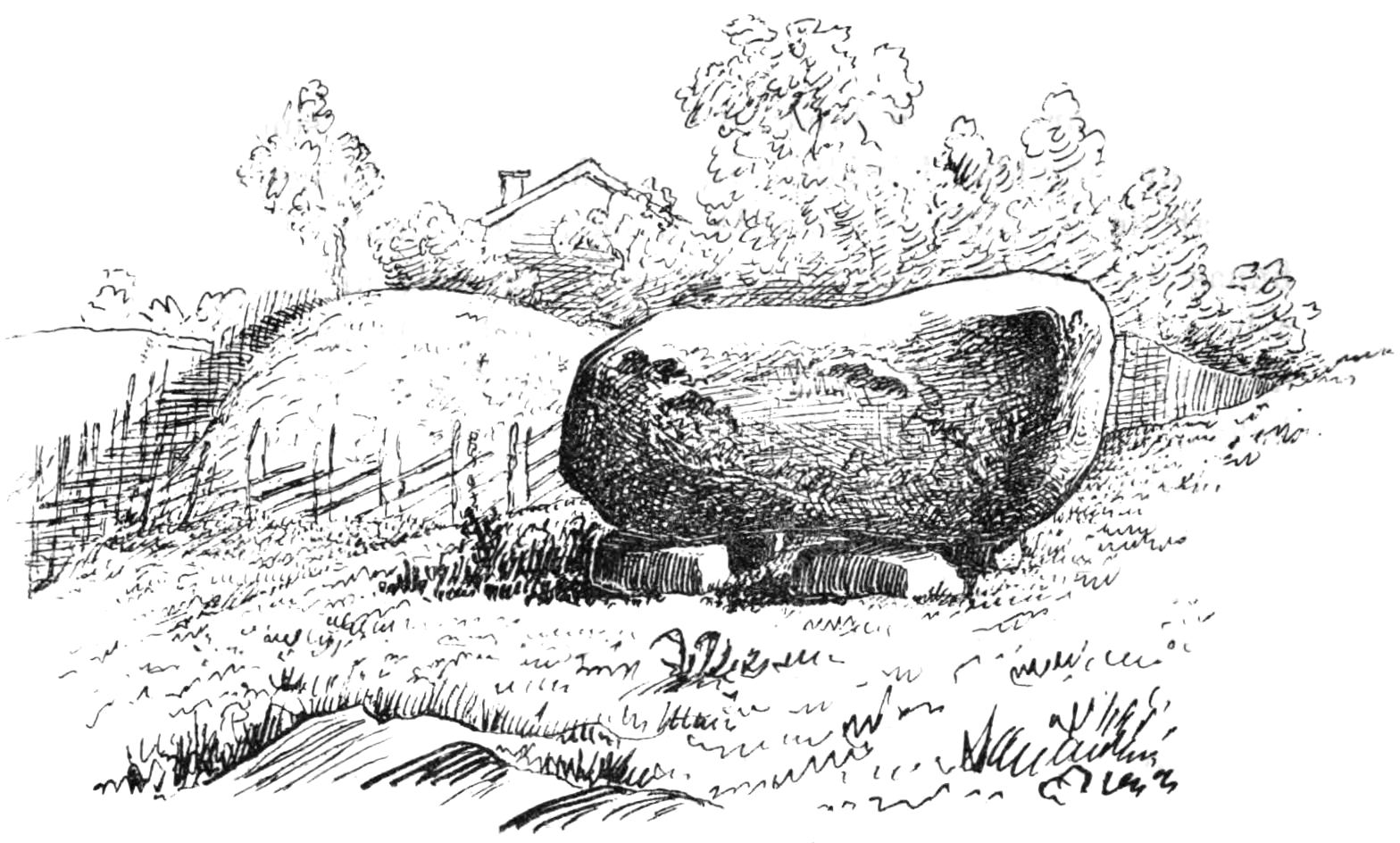
Der Domaresten – Bild der Antiqvarisk tidskrift för Sverige

Auf der Oberseite befinden sich acht mehr oder weniger unebene, kantige Schälchen. Das südlichste ist am besten ausgebildet. Drei haben 4,5–5,0 cm Durchmesser und sind 0,3–0,5 cm tief. Eines hat 7,0 cm Durchmesser und ist 1,0 cm tief.